# Кот с человеческими руками
Кот с человеческими руками (англ. The Cat with Hands) — британский короткометражный фильм ужасов длительностью четыре минуты, который рассказывает о коте-убийце, страстно желавшем стать человеком.

## Сюжет
Фильм начинается с того, что голос старика поёт мрачную песню. Потом камера показывает, как у заброшенного колодца стоят двое мужчин. Более старый подходит к колодцу и рассказывает другому мужчине историю.
Дальше начинается кукольная анимация. Мальчик, набирающий из колодца воду, вместе с ведром достаёт кота, у которого были человеческие руки. Неожиданно кот хватает находящуюся птицу своими странными руками и съедает её. Мальчик протягивает руку и пытается погладить кота, но существо, схватив его за кисть, каким-то образом забирает лицо у мальчика, после чего за кадром, видимо, поедает его.
Дальше опять идёт игра вживую. Старик рассказывает, что так каждый год кот забирал части человеческих тел, ибо сам хотел стать человеком. Однако, чудовище, став похожим на человека, всё же не смогло достать один орган. Внезапно молодой человек, прерывая старика, кусает его, и, оторвав ему язык и забрав себе, а затем, не обращая внимание на стонущего мужчину, продолжает фразу за него — «Язык». Дальше с юношей, который оказался тем самым котом, начинают происходить метаморфозы и он превращается в страшное существо с огромным ртом, а потом, заглотнув старика, вновь превращается в человека. Короткометражка заканчивается тем, что кот-убийца, перевоплотившийся в простого человека, поёт песню старика из самого начала.

## Стихи из фильма
Перевод:
 Странный сон явился ко мне прошлой ночью,

 Будто бы дальние друзья стали ближе.

 Я видел лица людей, давно ушедших,

 И проснулся я с радостью на сердце.
Строки позаимствованы из песни «The Miner’s Dream of Home» британской фолк-исполнительницы Кейт Расби.

## В ролях
- Ливи Армстронг — старик
- Виктория Хэйес — мальчик
- Дэниел Хогвуд-Кэйн — молодой человек (Кот)

## Награды
- 2002 — Fantasporto (в категории Onda Curta Award)[2]
- 2003 — Sci-Fi-London[англ.] Film Festival (в категории Audience Award)[3]

## Художественные особенности
В фильме присутствует и кукольная анимация, и игровые сцены с актёрами.
Музыка отсутствует абсолютно. Имеются только звуки природы (например, карканье ворон), речь людей и искусственные звуки, например, в эпизоде, где кот забирает у мальчика его лицо. В самом начале и в конце фильма есть песня, поющаяся стариком, а затем молодым человеком.

## Комментарии
1. ↑  В английском языке есть фразеологизм  cat's got someone's tongue (буквально «кот забрал чей-л. язык»), соответствующий русскому «язык отсох» и т. п.[1]